# Leonard Walentynowicz
Leonard Friderick Waletynowicz (ur. 12 lipca 1932 w Buffalo, zm. 7 lipca 2005 tamże) – pełnił  w Stanach Zjednoczonych funkcję Asystenta Sekretarza Stanu ds. Bezpieczeństwa i Spraw Konsularnych (1975–1977) w czasie prezydentury Geralda Forda, aktywny i zasłużony działacz na rzecz Polonii w Stanach Zjednoczonych, której Kongresu był dyrektorem wykonawczym.

## Biografia
Urodził się 12 lipca 1932 roku w Buffalo, Nowy Jork. Jego ojciec był Polakiem urodzonym na Białorusi, a matka urodziła się i dorastała w Buffalo. Dorastał we wschodniej części miasta zwanej Kaisertown, sam Walentynowicz wspomina ją jako pewnego rodzaju enklawę etniczną, w której  żyli m.in. Niemcy i Polacy.
Początkowo uczył się w szkole parafialnej, lecz dość szybko przeniósł się do szkoły publicznej (Buffalo Technical High School), po ukończeniu której rozpoczął naukę na Uniwersytecie Stanowym w Buffalo – wówczas po prostu Uniwersytet Buffalo. W 1953 zdobył tytuł licencjata z księgowości, a w 1955 ten sam tytuł z prawa.
W czasie studiów podejmował próby znalezienia pracy, jednak spotykał się z odmową, często ze względu na imię. Po ukończeniu studiów otworzył własną praktykę prawniczą. Prowadził sprawy różnego charakteru, zdobywając przy tym spore doświadczenia. Coraz częściej udzielał się również politycznie, m.in. w ramach działań grup polonijnych.
Gdy zdobył spore doświadczenie i poparcie wśród społeczności, został zauważony przez Richarda Nixona, ubiegającego się o reelekcję prezydenta Stanów Zjednoczonych. Nixon dostrzegł, że aby wygrać kolejny raz, potrzebuje poparcia grup etnicznych, w tym Polaków i Kongresu Polonii Amerykańskiej. Walentynowicz, jako doświadczony prawnik tej społeczności, został nominowany na stanowisko Asystenta Sekretarza Stanu ds. Bezpieczeństwa i Spraw Konsularnych w biurze Nixona. Nominację otrzymał jeszcze w 1974 roku.
Nominacja ta wywołała sporo kontrowersji, ponieważ Walentynowicz miał zastąpić Barbarę M. Watson, która była jedyną kobietą i Afro-Amerykanką na tym stanowisku. Opór ludności czarnoskórej spowodował początkową blokadę nominacji Walentynowicza. Później udało się ją potwierdzić Geraldowi Fordowi, następcy Nixona.
Po opuszczeniu urzędu pozostał w Waszyngtonie, gdzie został nominowany na Dyrektora Wykonawczego Kongresu Polonii Amerykańskiej. W czasie zajmowania stanowiska podejmował szereg działań głównie na rzecz Polonii. Sprzeciwiał się akcji afirmatywnej, którą uważał za formę odwróconego rasizmu działającego na szkodę mniejszości etnicznych. W 1980 wydał książkę na temat dyskryminacji w miejscu pracy zatytułowaną Zatrudnienie i Etniczność.
W późnych latach osiemdziesiątych wrócił do Buffalo, gdzie nauczał prawa w lokalnych szkołach i uniwersytetach.
Leonard F. Waletynowicz zmarł 7 lipca 2005 roku w wieku 72 lat.